# Долгое эхо (Коты-Воители)
«Долгое эхо» — детский фэнтезийный роман, вторая книга серии «Знамение звёзд», написанная Кейт Кэри под псевдонимом Эрин Хантер и опубликованная 6 апреля 2010 года издательством HarperCollins, в России вышла в августе 2011 года.

## Сюжет
Звездоцап наблюдает, как Ветерок тренируется с Коршуном в Сумрачном лесу. Частокол и Звездолом присоединяются к бывшему предводителю Теней и вместе обсуждают прошлое Ветерка. Позже Звездоцап велит Коршуну пойти и обучить ещё одного ученика. Этой ученицей оказывается Искролапка.
В лагере Грозового племени Голубичка просыпается от кошмара и выходит наружу подышать свежим воздухом. Она напрягает свой слух и замечает двух кошек, приближающиеся к Грозовой территории. Ученица решает поговорить с Воробьём и спешит в его палатку. По описанию Голубички Воробей понимает, что гостьи — Невидимка и Мотылинка. Голубичка чувствует смятение в лагере Речного племени, и Воробей говорит, что Пятнистая Звезда, должно быть, умерла. Вскоре Невидимая Звезда, получившая предводительское имя, и Мотылинка приходят в Грозовой лагерь, чтобы сообщить о смерти Пятнистой Звезды. Воробей разговаривает с целительницей Речного племени, и кошки уходят. 
На следующий день, во время тренировок, Львиносвет и Пеплогривка обучают своих оруженосцев боевым приёмам среди деревьев. Голубичка слышит собак на территории племени Ветра и видит, как на её старую подругу Осоку напала одна из них. Она сообщает об этом Львиносвету, но тот отказывается помогать. Позже, той же ночью, Голубичка, обиженная тем, что ей не дали увидеть Осоку, будит Искролапку, и они вместе ускользают в племя Ветра. Сёстры находят воительницу Ветра, но Осока сердится на них за вторжение на территорию Ветра. Лагерь просыпается, и Однозвёзд посылает Верескоглазку и Ветерка отвести оруженосцев домой. Воины Ветра выполняют приказ, перекидываются парой слов с Огнезвёздом и уходят. Предводитель открывает Львиносвету, Воробью и Голубичке, что знает, что они коты из пророчества. 
Искролапка всё больше завидует особому отношению к своей сестре со стороны Огнезвезда и старших воинов. Однажды ей снится большой луг, на котором кошка знакомится с Коршуном, и тот учит её охотничьим приёмам. Наутро Искролапка помогает Цветолапке пройти испытание и использует знания, полученные от Коршуна.
На следующий день Голубичка чувствует, как сильный ветер расшатал бук возле лагеря, и успевает предупредить племя о падении дерева. Все быстро выбегают из лагеря, но Кисточка ворчит, что её оторвали от обеда мышью. Долгохвост возвращается в лагерь за добычей старухи. Иглолапка следует за ними, и дерево падает, когда они добираются до палатки старейшин. Долгохвост погибает, а Иглолапке ломает позвоночник. Воробей придумывает Иглолапке специальные упражнения, хотя кошка больше не сможет ходить. Несмотря на это, она получает воинское имя Иглогривка наряду со своими братом и сестрой, Пестроцветик и Шмелём. Иглогривка сохраняет позитивный настрой и усердно выполняет свои упражнения.
Голубичка и Искролапка всё больше отдаляются друг от друга. Искролапка продолжает тренироваться с Коршуном и использует некоторые из них позже на тренировке, успешно побеждая других воинов. 
У Лунного Озера Воробей говорит Пестролистой и Щербатой, что они с Львиносветом подозревают Звездоцапа в обучении некоторых воинов племён. Вместе со Звёздными кошками он направляется в Сумрачный лес, где они видят Звездолома. Воробей видит воспоминания Щербатой и понимает, что Звездолом — её сын. Пестролистая мягко возвращает Щербатую обратно в Звёздное племя. Уже вдвоём, Воробей и Пестролистая продолжают путешествие по Сумрачному лесу и встречают Звездоцапа, который говорит, что они вторглись на чужую территорию, и заверяет, что он не делает ничего плохого. 
Львиносвет просыпается посреди ночи в палатке воинов и не может заснуть. Он начинает рассматривать каждого кота, гадая, могут ли они быть частью Сумрачного леса. Пеплогривка тоже просыпается, и они решают прогуляться. Львиносвет наслаждается этим, осознавая эту особую связь, возникшую между ним и воительницей.
Искролапка возвращается в Сумрачный лес, и Звездоцап с Коршуном убеждают её, что племя Теней планирует атаку на Грозовое племя и что Огнезвёзд должен вернуть полосу территории, которую он когда-то подарил соседям. Проснувшись, Искролапка выдумывает «вещий» сон и убеждает Огнезвёзда вернуть территорию обратно. Огнезвезд сначала отправляет патруль, чтобы предупредить Чернозвёзда об их намерениях, но предводитель племени Теней отказывается их слушать.
На следующий день два племени вступают в бой за территорию. Во время битвы Львиносвет случайно убивает Ржавницу, а Огнезвезд теряет жизнь. В итоге Чернозвёзд отдает им территорию, но Грозовое племя совсем не радо. Львиносвет предполагает, что обитатели Сумрачного леса спровоцировали ненужную битву, чтобы ослабить племенных котов.

## Критика
Рецензент Horn Book Guide отметил, что «Долгое эхо» исследует, как наличие особых способностей может повлиять на отношения.
Критика в адрес серии исходила от Бет Л. Мейстер и Китти Флинн, писавших для Horn Book Guide, они отметили в нескольких обзорах книг этой серии, что новым читателям будет сложно проникнуть в историю из-за количества необходимой справочной информации и многочисленных персонажей. Однако они поставили всем шести книгам четыре балла по шестибалльной шкале. Майстер также отметил, что темы часто вращаются вокруг запрещенной любви.